# 貝爾希夫卡
48°38′43″N 37°58′02″E / 48.64528°N 37.96722°E
貝爾希夫卡（烏克蘭語：Берхівка）是位於烏克蘭東部的村莊，由頓涅茨克州巴赫穆特區的巴赫穆特市鎮負責管轄，惟於俄羅斯入侵烏克蘭中被佔領。

## 歷史
在俄烏戰爭的巴赫穆特戰役中，由於貝爾希夫卡座落於巴赫穆特以西北，所以是俄方試圖包圍巴赫穆特的要地。經過數月的戰鬥，俄方的瓦格纳集团終於2023年2月25日聲稱奪下了該村，直到3月4日才能證實。
5月12日，俄方宣布撤退至在該村以西南的水庫。

## 人口統計
根據 2001年烏克蘭人口普查，該村共有118人。
村民的母語分配如下：
- 烏克蘭語：81.4%
- 俄語：16.9%
- 其他：1.7%